# Esteve Monterde i Torrents
Esteve Monterde i Torrents (Badalona, 29 d'octubre de 1995) és un futbolista català.
Format a la UDA Gramenet com a centrecampista, la seva carrera s'ha desenvolupat a segona divisió i segona divisió B. Va iniciar la seva carrer al CF Badalona (2013-2015). Després va ser fitxat pel Córdoba CF (2016-2018), destinat al filial, amb el qual va jugar un total de 29 partits. Després passar a jugar al primer equip, jugant per primera vegada a segona divisió. Amb tot, després l'equip el va reubicar de nou al filial i a finals d'agost Monterde va rescindir el contracte, després d'arribar a un acord amb el club.
Acabada la vinculació amb el Córdoba, va tornar al Grup III de Segona B amb la UE Cornellà (2018-2019). Amb l'equip cornellanenc només va jugar dos partits i va provar a la lliga islandesa, com a jugador del Ungmennafélagið Afturelding (2018-2019). Poc després va decidir tornar a la lliga espanyola, l'agost de 2019 el va fitxar l'Haro Deportivo aprofitant el seu ascens de categoria. El setembre de 2020 va ser fitxat pel Club Portugalete.

## Trajectòria professional
| Club                        | País     | Any       |
| --------------------------- | -------- | --------- |
| Club de Futbol Badalona     | Espanya  | 2013-2015 |
| Córdoba Club de Fútbol B    | Espanya  | 2016-2018 |
| Unió Esportiva Cornellà     | Espanya  | 2018-2019 |
| Ungmennafélagið Afturelding | Islàndia | 2019      |
| Club Haro Deportivo         | Espanya  | 2019-2020 |
| Club Portugalete            | Espanya  | 2020-Avui |